# Chapelle Saint-Claude d'Entre-les-Fourgs, Jougne
 (mars 2020).
Si vous disposez d'ouvrages ou d'articles de référence ou si vous connaissez des sites web de qualité traitant du thème abordé ici, merci de compléter l'article en donnant les références utiles à sa vérifiabilité et en les liant à la section « Notes et références ».
La chapelle Saint-Claude d'Entre-les-Fourgs est une chapelle située dans le hameau d'Entre-les-Fourgs, sur le territoire de la commune de Jougne dans le département français du Doubs en région Bourgogne-Franche-Comté.

## Localisation
Elle est située au milieu du hameau d'Entre-les-Fourgs qui se trouve à environ 5 km du bourg, à la limite de la frontière suisse.

## Historique
En 1684, en raison de l'éloignement du hameau de l'église paroissiale de Jougne, les habitants profitent de la visite à Jougne de l'évêque de Lausanne pour demander un lieu de culte. Ils obtiennent le droit de construire à leurs frais une chapelle qui est inaugurée en 1687 (comme l'indiquent les pierres sculptées de chaque côté du portail). Cette chapelle est dédiée à saint Claude.

## Description
De style roman, elle possède des murs très épais recouverts d'enduit en façade et de tavaillons sur les côtés. Son clocher comtois à base carrée est lui aussi couvert de tavaillons et d'ardoises en écaille.
Elle abrite aujourd'hui quelques statues d'art populaire du  XVIIIe siècle.
Elle encore aujourd'hui propriété de certains habitants de la commune qui sont chargés de son entretien.[réf. nécessaire] [pas clair]

## Mobilier
- Le tableau de La Visitation, représentant la Visitation de la Vierge Marie, est classé à titre objet aux monuments historiques depuis le 29 février 1980.
- Le groupe sculpté du Calvaire, constitué du crucifix, de la statue de Marie et de la statue de Saint Jean, est inscrit à titre objet aux monuments historiques depuis le 21 février 2018.

## Images

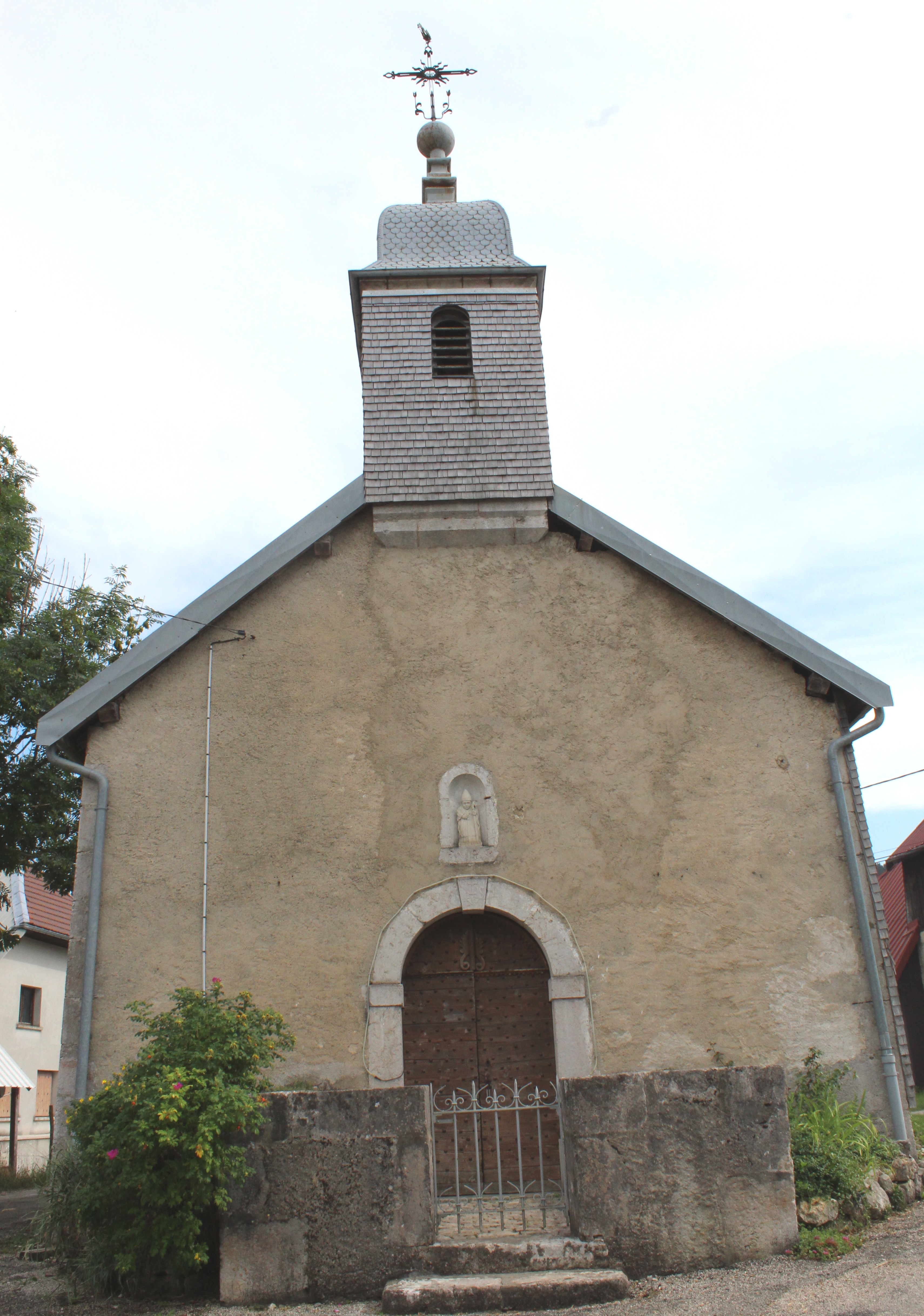
Façade de la chapelle.
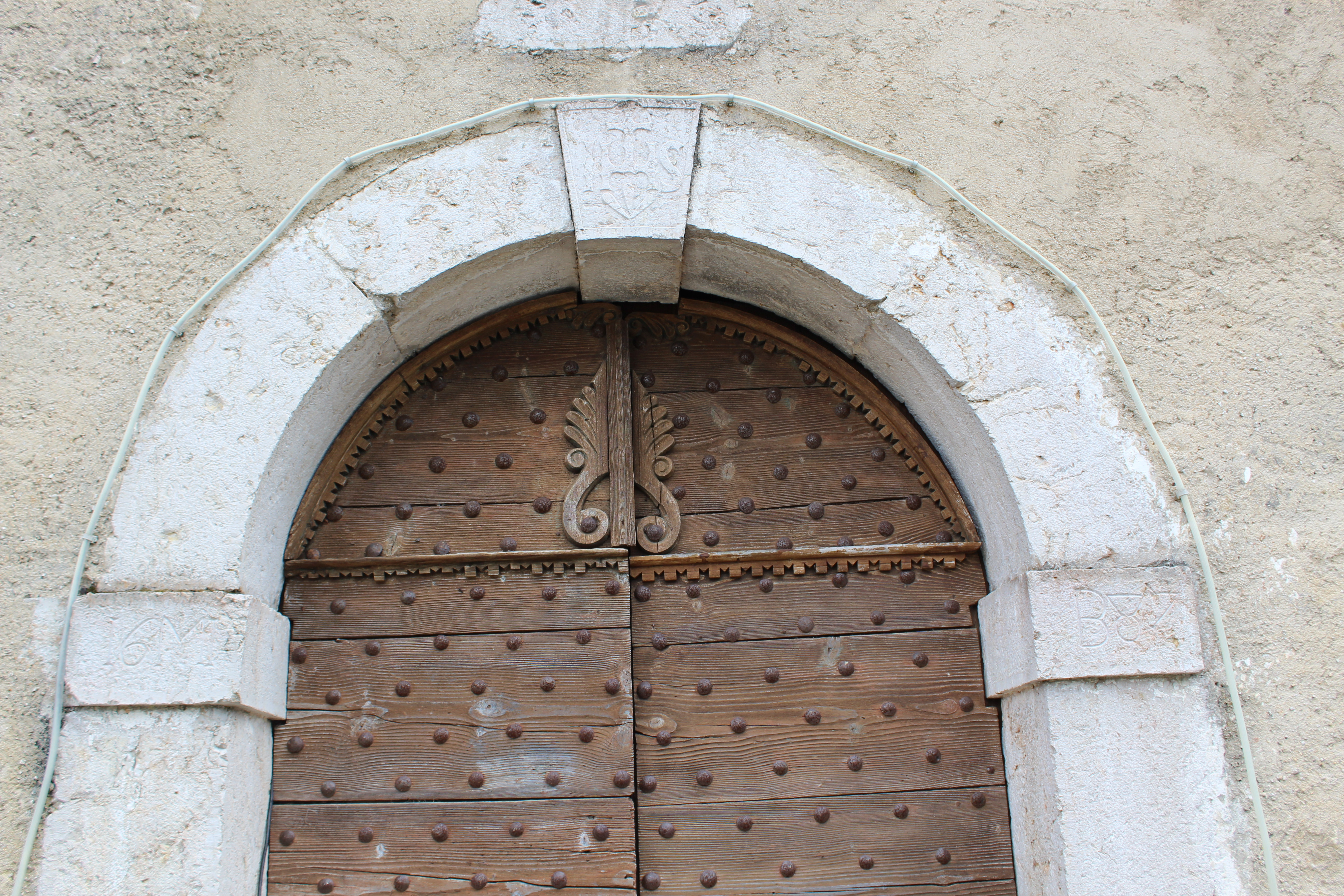
Détail du portail avec sa porte en bois cloutée et sculptée. À gauche et à droite, deux pierres sculptées indiquent la date de construction et l'initiale de bienfaiteurs 16M et B87.
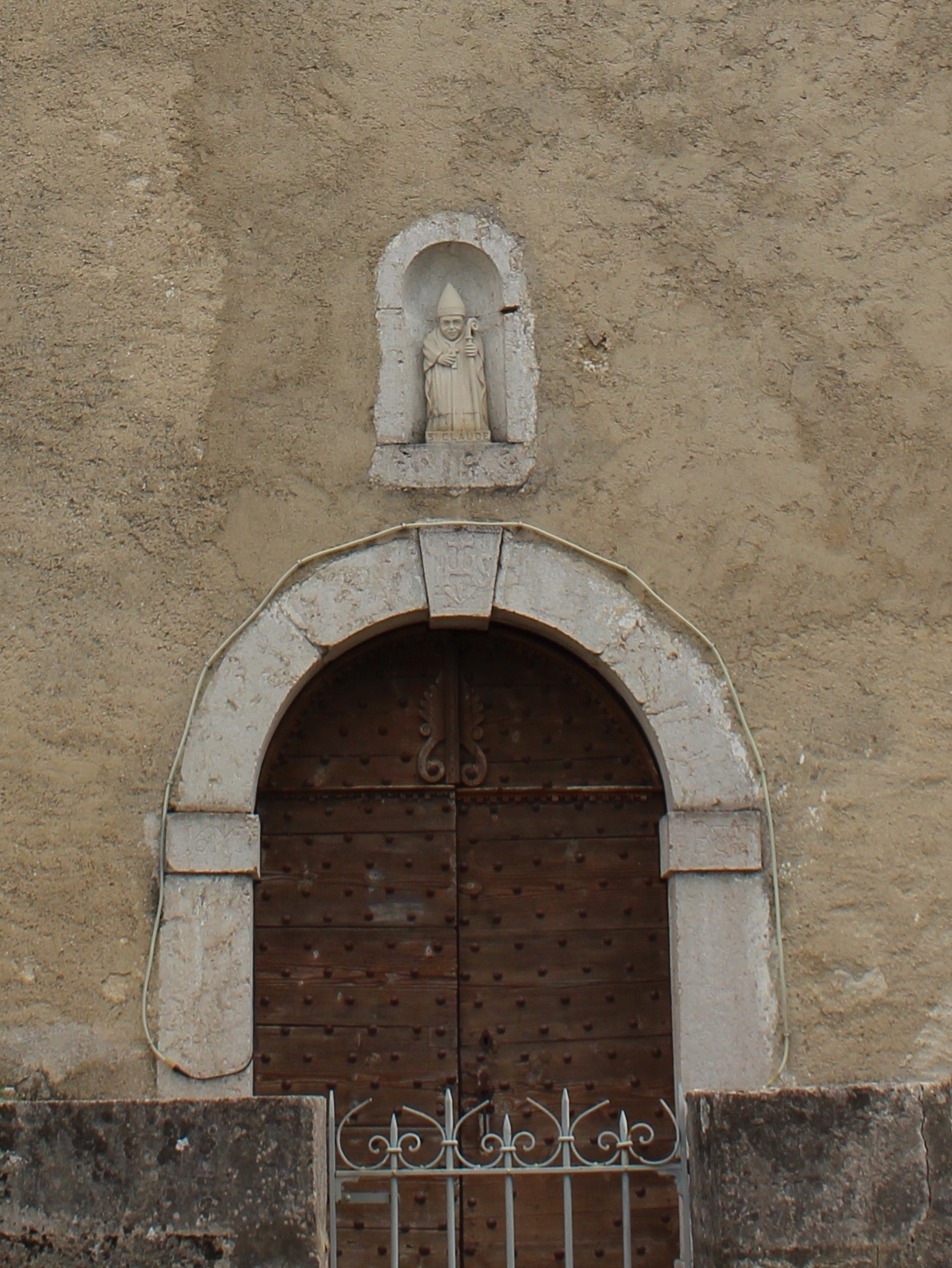
Le portail surmonté de la statue de saint Claude insérée dans une niche.
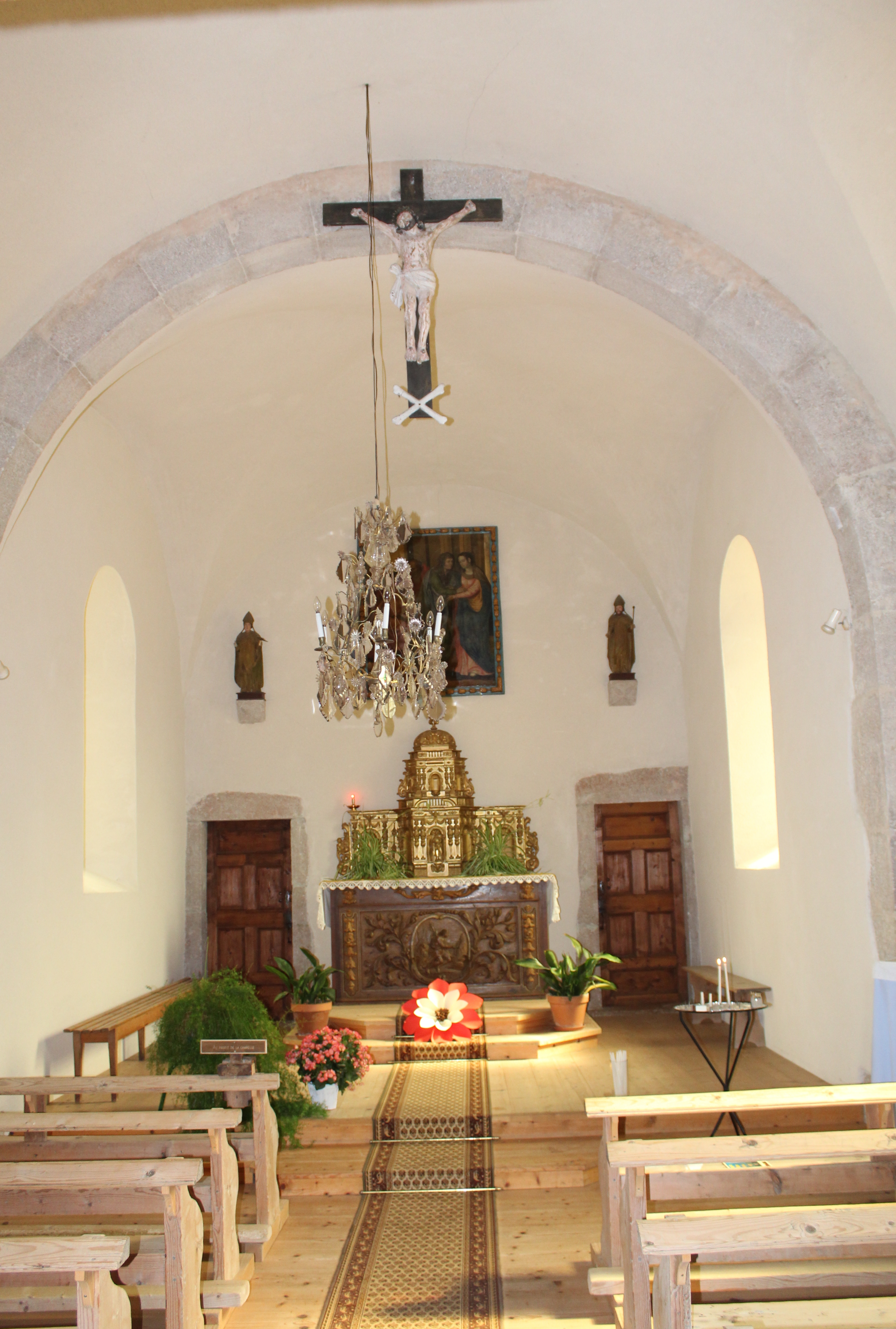
Intérieur de la chapelle.
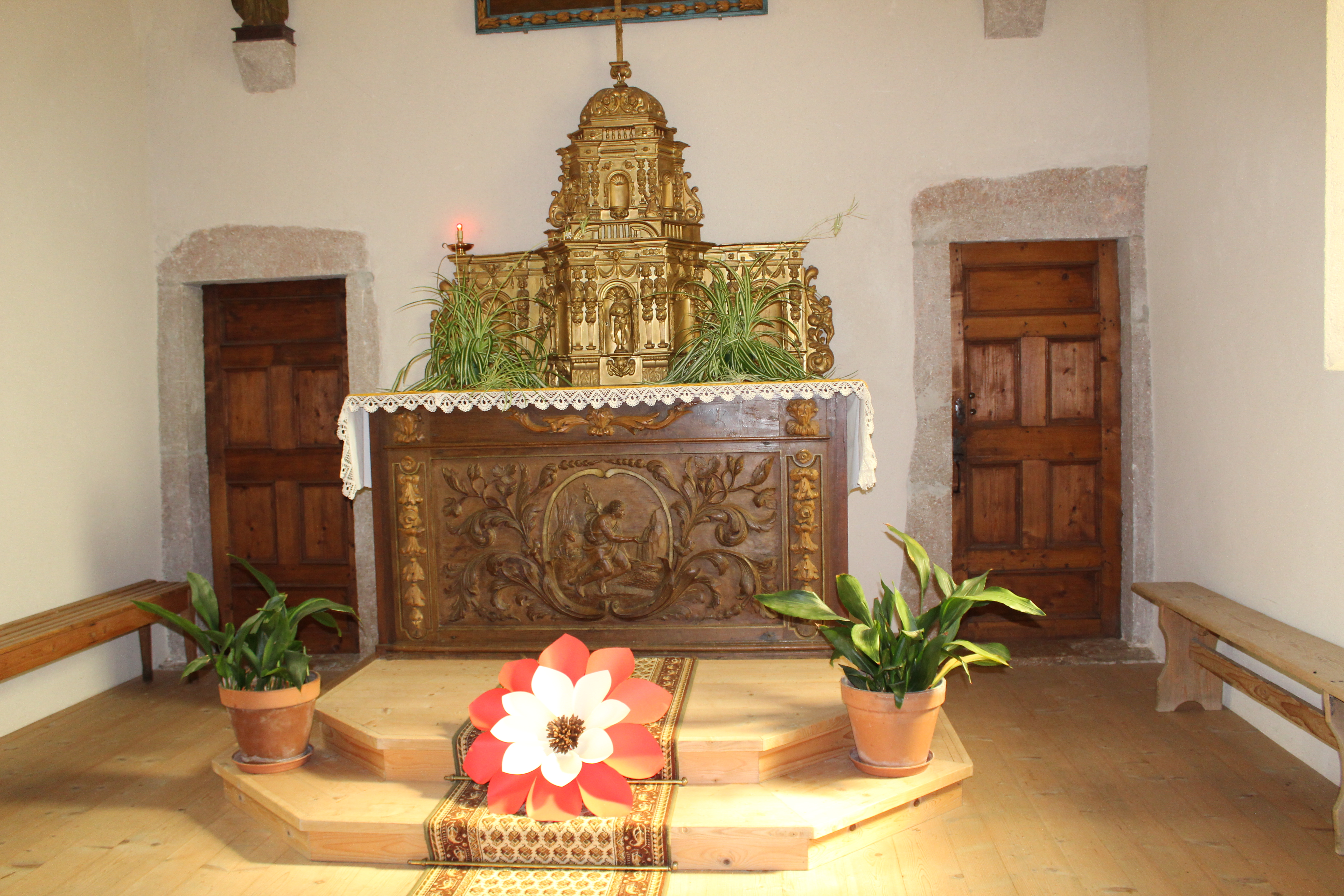
Autel en bois sculpté.
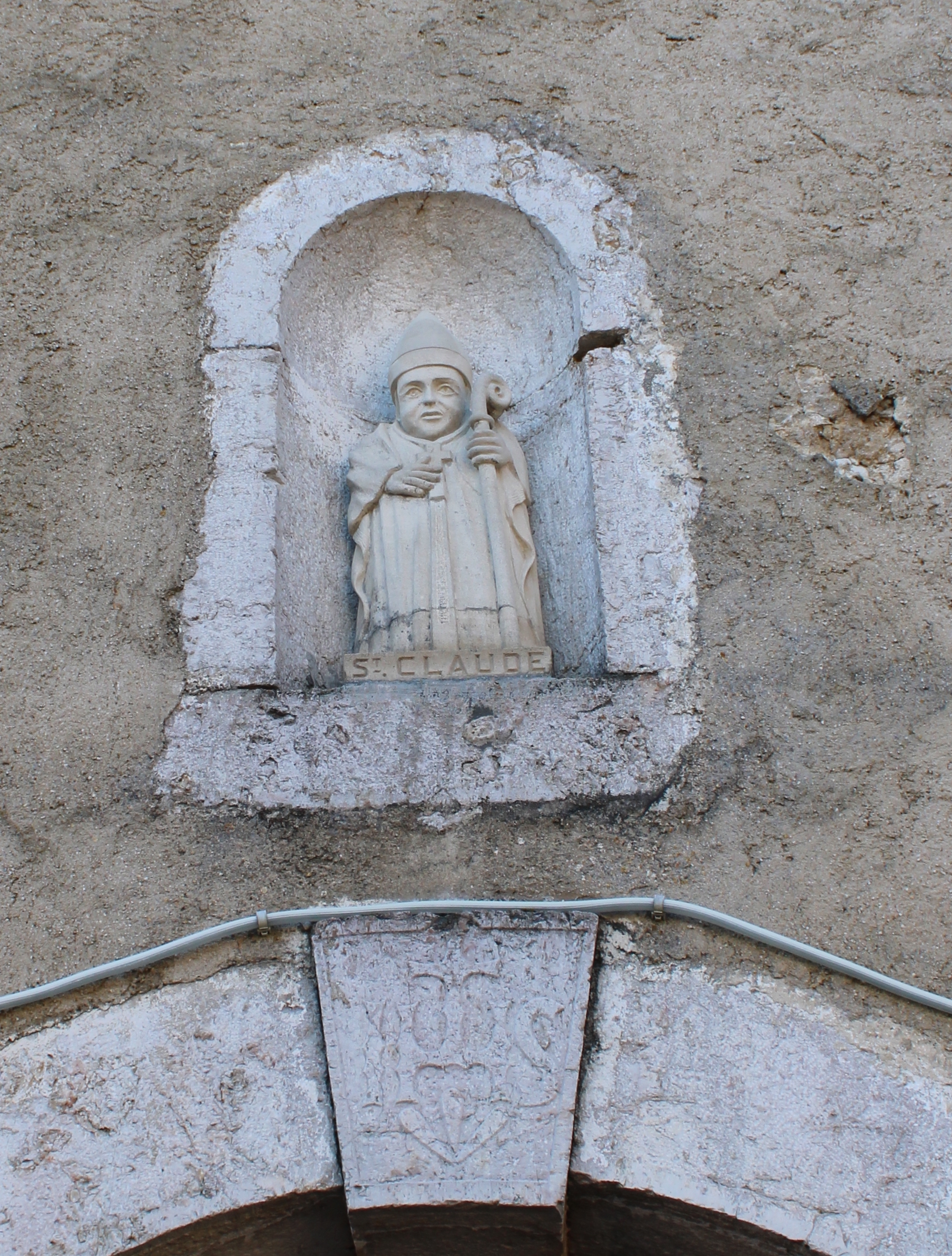
Statue de Saint Claude.
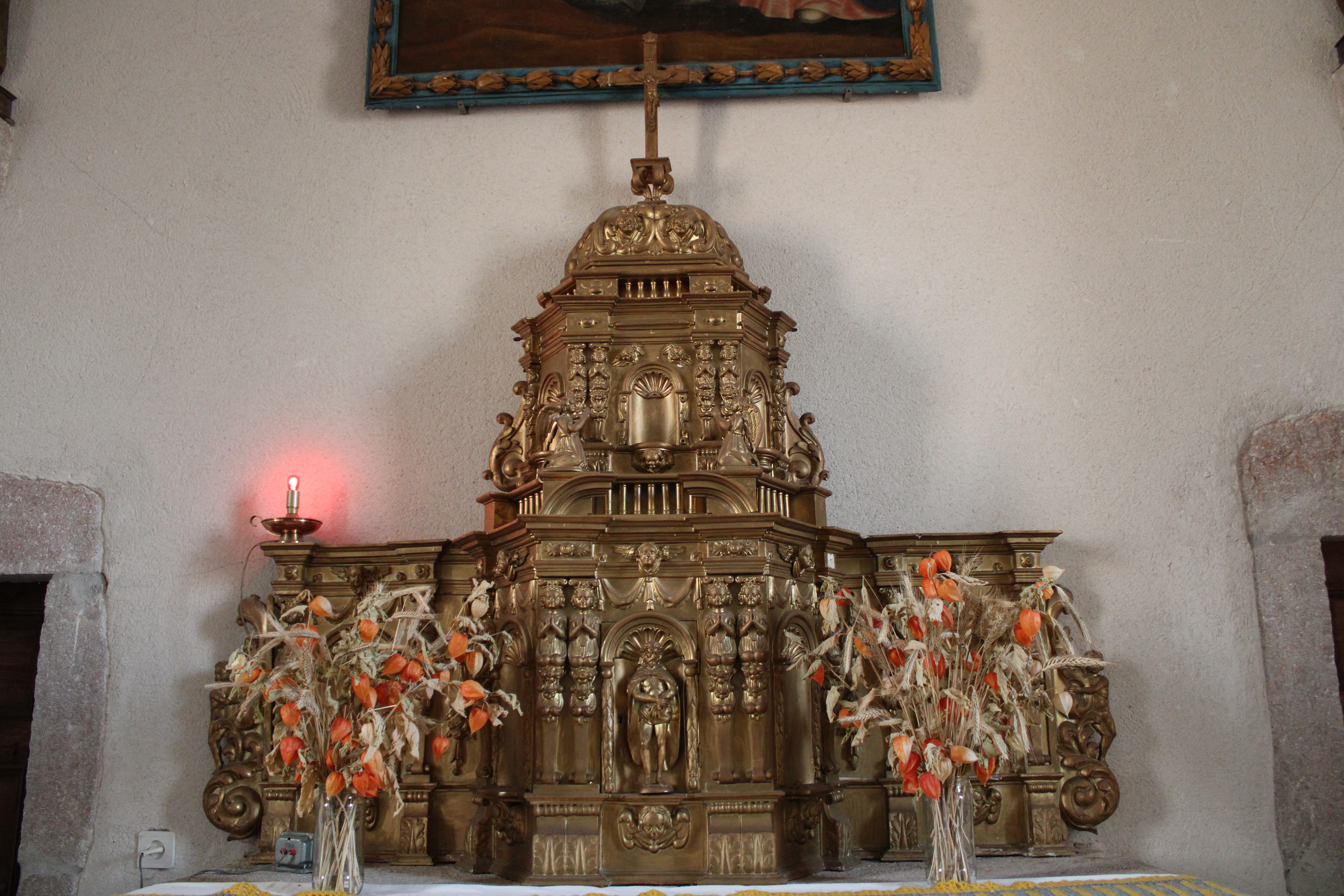
Détail de l'autel.
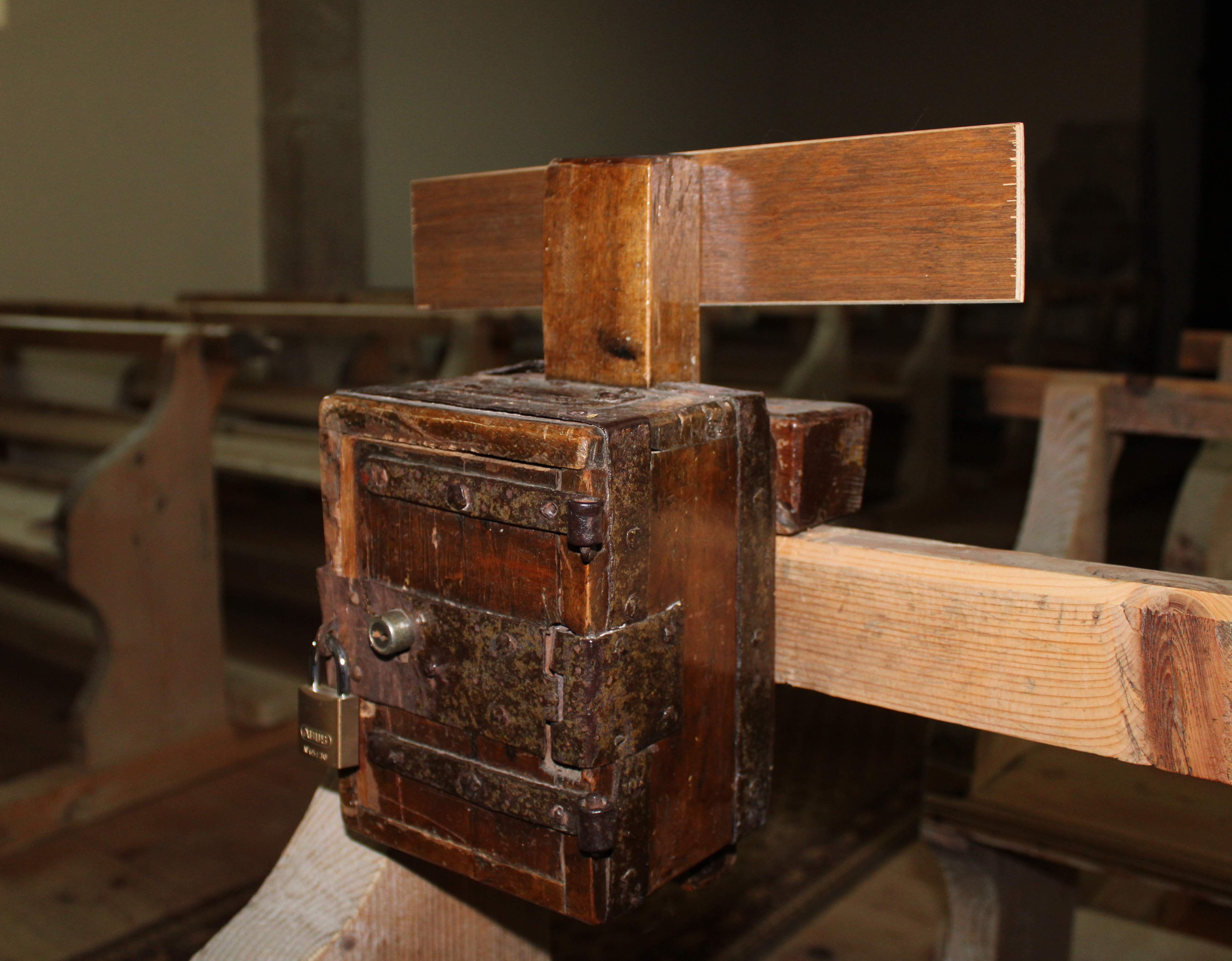
Le tronc-coffre-fort.
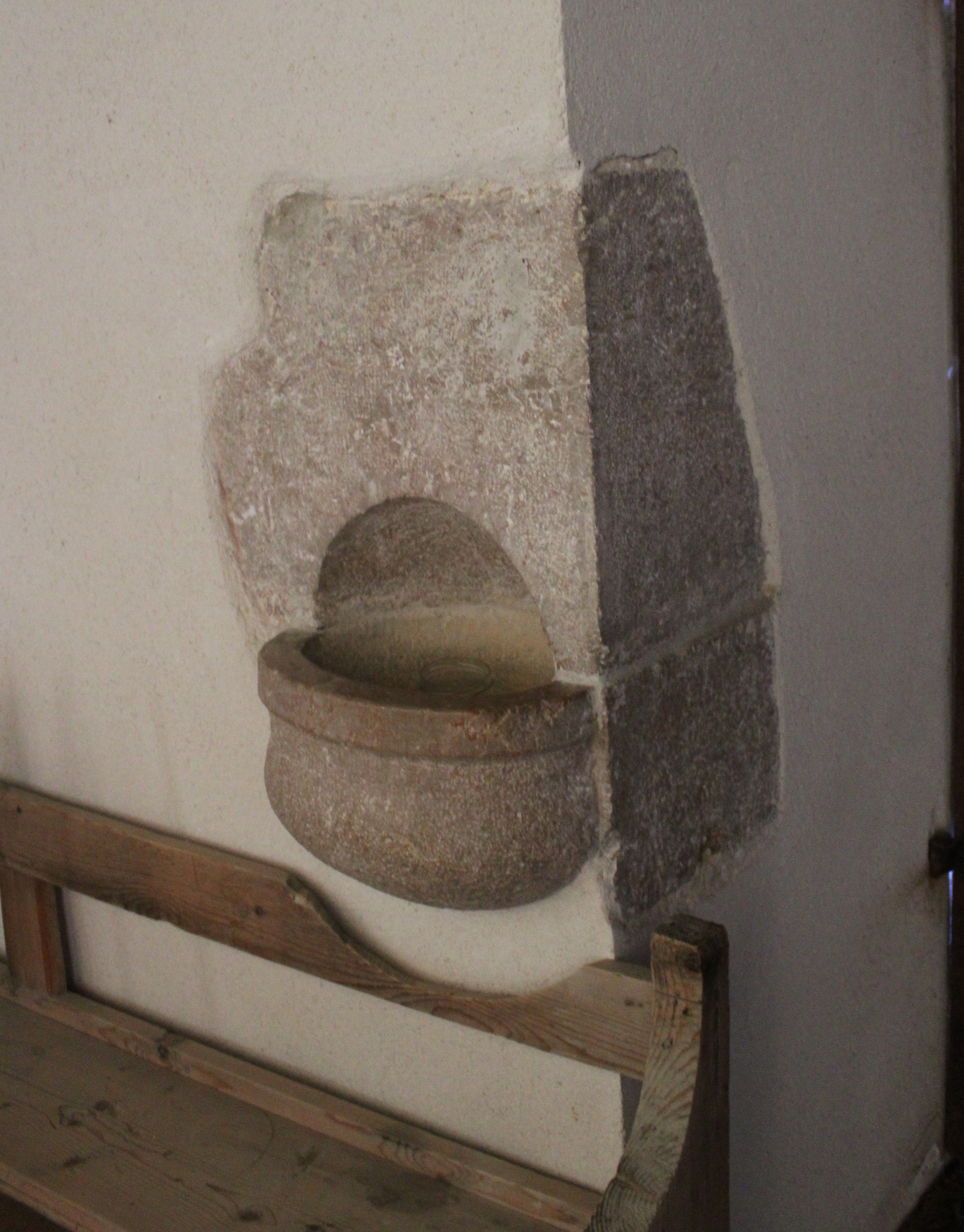
Le bénitier.
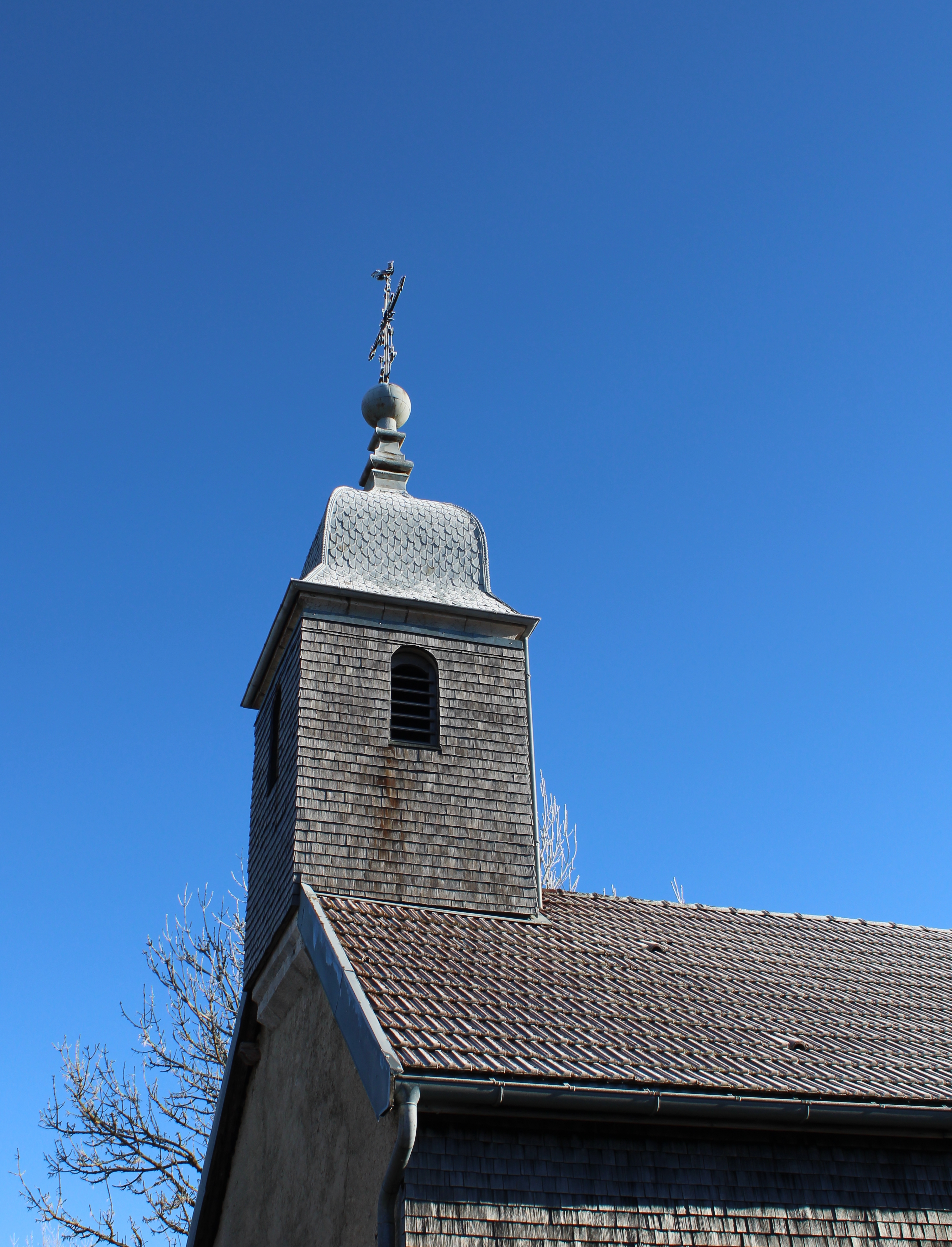
Détail du clocher.